# Looney Tunes: Space Race
Looney Tunes: Space Race är ett TV-spel från 2000, utgivet av Infogrames till Sega Dreamcast.